# Antonina Seredina
Antonina Seredina   (Tver, 23 de desembre de 1929 - Tver, 2 de setembre de 2016) fou una piragüista d'aigües tranquil·les russa que va competir durant les dècades de 1950 i 1960.
El 1960 va prendre part en els Jocs Olímpics d'Estiu de Melbourne, on disputà dues proves del programa de piragüisme. En ambdues, el K-1, 500 metres i K-2, 500 metres, guanyà la medalla d'or. Quatre anys més tard, als Jocs de Tòquio fou quarta en el K-2, 500 metres, mentre el 1968, als Jocs de Ciutat de Mèxic, guanyà la medalla de bronze en el K-2, 500 metres.
En el seu palmarès també destaquen dues medalles d'or (K-4 500 m: 1963, 1966) i tres de plata (K-1 500 m: 1958, K-2 500 m: 1958, 1966) al Campionat del Món de piragüisme en aigües tranquil·les. També guanyà sis campionats d'Europa i 13 campionats soviètics. Després de retirar-se de la competició activa exercí d'entrenadora de la selecció nacional soviètica.